# Muhammad ibn Ali asz-Szarif
Muhammad ibn Ali asz-Szarif (arab. محمد بن علي الشريف, zm. 2 sierpnia 1664) – władca Tafilalt (południowo-wschodnie Maroko) z dynastii Alawitów, najstarszy syn Mulaja Alego asz-Szarifa.

## Życiorys
Wstąpił na tron po abdykacji swojego ojca w 1636 roku. Jego rządy przypadały na burzliwy okres anarchii i chaosu po śmierci marokańskiego sułtana Ahmada I al-Mansura z dynastii Saadytów. Muhammad ibn Ali asz-Szarif kontynuował starania swojego ojca o rozszerzenie wpływów Alawitów poza region Tafilalt, musiał jednak borykać się z oporem rządnych władzy braci. Zginął pokonany w bitwie przez jednego z nich – Mulaja Raszida, który przejął po nim władzę w południowo-wschodnim Maroku, a następnie po obaleniu ostatnich władców saadyckich - wyniósł dynastię Alawitów na tron ponownie zjednoczonego Maroka.